# Kham-Magar
Kham-Magar (bzw. Kham) ist der Name einer Gruppe von Dialekten, die im mittleren Westen Nepals gesprochen werden, und zwar von den nördlichen Clans der Magar (Budha, Pun, Gharti und Rhoka). Die Sprache Magar wird von den südlichen Clans gesprochen.
Nicht zu verwechseln ist die Sprache der nördlichen Magar mit der tibetischen Region Kham. Dort leben die Khampa, deren Sprache als Khams oder Khampa bezeichnet wird.
Der Dialekt, der in der Grammatik von David E. Watters besprochen wird, heißt Takale Kham (gesprochen im Dorf Taka). Dieser wird auch im Folgenden beschrieben.

## Phonologie

### Tonologie
Kham ist eine Tonsprache.

## Morphologie / Morphosyntax

### Substantive

#### Numerus
Substantive werden flektiert für Singular, Dual und Plural.
Der Singular ist unmarkiert, Dual und Plural sind durch Suffixe markiert.
(1)
| luhza      | ka:h-ni        | lũ:-rə           |
| Kind.SG    | Hund-DU        | Stein-PL         |
| "ein Kind" | "(zwei) Hunde" | "(viele) Steine" |

Anmerkung: Alle Abkürzungen dieser Art finden sich in den Leipziger Glossierungsregeln
Das Pluralsuffix -rə taucht auch als -ra auf und zwar immer dann, wenn ein weiteres Suffix folgt:
(2)
| mi:-ra-sə     |
| Person-PL-COM |

„mit den Leuten“

##### Plural
Dinge, die gewöhnlich nicht einzeln auftreten (typischerweise bestimmte Körperteile wie Augen, Zähne oder Haare) oder von denen man häufig in der Mehrzahl spricht ("Magst du Kinder?") tragen zwar das Pluralsuffix, die Markierung am Verb, die Kongruenz anzeigt, ist allerdings ein Singularsuffix.
(3)
| har-nwĩ:  | o-də       | nə-ha:-rə        | pal  | pal-o    | ta-nya   | le         |
| Kuh-Milch | trinken-NF | 2SG.POSS-Zahn-PL | weiß | weiß-NML | sein-INF | sein[-3SG] |

„Du wirst Kuhmilch trinken und deine Zähne werden blendend weiß werden.“
(4)
| za:-rə  | ma-dəi-wo             |
| Kind-PL | NEG[-3SG]-gebären-3SG |

„Sie hat keine Kinder bekommen.“
Der Plural wird aber auch benutzt, um bestimmte Ausdrücke zu verstärken:
(5)
| ŋa-ŋəih-rə       | bənəi | hur-ke              |
| 1SG.POSS-Kopf-PL | viel  | schmerzen-PFV[-3SG] |

„Mein Kopf tut schrecklich weh.“
(6)
| nəm-rə    | wa-ke      |
| Himmel-PL | regnen-PFV |

„Es regnet wirklich!“ (nicht: „Die Himmel regnen.“)

#### Kasus

##### Genitiv
Der Genitiv wird durch das Suffix -e/-ye realisiert und taucht nur an Substantiven und an Pronomen der 3. Person auf.
Er signalisiert verschiedene Abhängigkeitsbeziehungen zwischen zwei Substantiven:
MODIFIKATION
(7)
| sən-e     | kwa:     |
| Wolle-GEN | Kleidung |

„wollene Kleidung“
(8)
| baza-e    | kər    |
| Vogel-GEN | Flügel |

„Vogelflügel“
ITERATION
(9)
| zihm-e   | zihm | zə  | ta-ke    |
| Haus-GEN | Haus | EMP | sein-PFV |

„Es gab nichts als Häuser.“
POSSESSION (bei Elementen, die von einer 3.Person besessen werden)
(10)
| ŋa-nəĩ-ye           | o-re:       |
| 1SG.POSS-Freund-GEN | 3SG-Ehemann |

„der Ehemann meines Freundes“
(11)
| baza-e    | o-kər      |
| Vogel-GEN | 3SG-Flügel |

„der Flügel des Vogels“  (vgl. Modifikation)
Es funktioniert nicht bei Elementen, die von einer 1. oder 2. Person besessen werden:
(12)
| *ŋa:-ye | ŋa-zihm  |
| 1SG-GEN | 1SG-Haus |

„mein Haus“
diese Relation wird durch ein freies Pronomen ausgedrückt:
(13)
| ŋa:     | ŋa-zihm       |
| 1SG.NOM | 1SG.POSS-Haus |

„mein Haus“

##### Instrumental
Der Instrumental wird ebenfalls durch das Suffix -e/-ye realisiert und markiert belebte und unbelebte Elemente, mit denen ein Agens eine Handlung ausführt.
(14)
| rowa-e  | pəl-də    | dəhləi-ke-o    |
| Axt-INS | hacken-NF | fällen-PFV-3SG |

„Er fällte es durch das Hacken mit einer Axt.“
(15)
| ao  | mi:-ye     | jəi-si-u        |
| das | Person-INS | machen-DETR-NML |

„Das ist künstlich“ (wörtlich „das ist durch eine Person entstanden“)
(16)
| ao  | məsin-e      | jəi-si-u        |
| das | Maschine-INS | machen-DETR-NML |

„Das ist maschinengefertigt.“

##### Ergativ
Der Ergativ wird durch das Suffix -e/-ye realisiert und markiert in transitiven Sätzen (und nur da) das Subjekt. Allerdings nur, wenn es in der 3. Person steht.
INTRANSITIV (es gibt ein Subjekt, aber kein Objekt)
(17)
| la:          | si-ke             |
| Leopard[ABS] | sterben-PFV[-3SG] |

„Der Leopard starb.“
TRANSITIV (es gibt ein Subjekt und ein Objekt)
(18)
| tipəlkya-e   | la:          | səih-ke-o           |
| Tipalkya-ERG | Leopard[ABS] | [3SG-]töten-PFV-3SG |

„Tipalkya tötete den Leoparden.“
(19)
| no:-ye  | la:          | səih-ke-o           |
| 3SG-ERG | Leopard[ABS] | [3SG-]töten-PFV-3SG |

„Er tötete den Leoparden.“
(20)
| *ŋa:-ye | la:          | ŋa-səih-ke          |
| 1SG-ERG | Leopard[ABS] | 1SG-[3SG-]töten-PFV |

„Ich tötete den Leoparden.“

##### Absolutiv
Diesen Kasus tragen Objekte transitiver Sätze, die ein Subjekt der 3. Person haben (18). Der Absolutiv wird nicht durch ein Suffix realisiert.

##### Nominativ
Diesen Kasus erhalten Subjekte der 1. und 2. Person in transitiven und intransitiven Sätzen. Nominativ wird nicht durch ein bestimmtes Suffix realisiert.
(21)
| ŋa:      | la:          | ŋa-səih-ke          |
| 1SG[NOM] | Leopard[ABS] | 1SG-töten-PFV[-3SG] |

„Ich tötete den Leoparden.“

##### Objektkasus
Da der Nominativ nicht durch ein bestimmtes Suffix realisiert wird (22), muss in transitiven Sätzen, in denen es ein Subjekt der 1. oder 2. Person gibt, das Objekt markiert werden. Dieser Objektkasus wird durch das Suffix -lai realisiert. Im Deutschen erfüllt diese Funktion (das Objekt transitiver Sätze zu markieren) der Akkusativ. Da im Kham aber auch das Dativ-Objekt den Objektkasus erhält, kann man hier nicht von einem Akkusativ sprechen (siehe ditransitive Verben).
(22)
| ŋa:      | no:-lai | ŋa-ri:-ke     |
| 1SG[NOM] | 3SG-OBJ | 1SG-sehen-PFV |

„Ich sah ihn.“
(23)
| ni:      | ŋa-lai  | nə-ri:h-na-ke     |
| 2SG[NOM] | 1SG-OBJ | 2SG-sehen-1SG-PFV |

„Du hast mich gesehen.“

### Verben

#### Person- und Numeruskategorien
Verben sind für 1., 2. und 3. Person im Singular, Dual und Plural markiert.
Die Kategorien Person und Numerus werden zu einem Morphem zusammengefasst. Eine Ausnahme bildet hier nur die 1. und 2. Person Dual; hier gibt es ein eigenes Personmorphem und ein eigenes Dualmorphem.
Anders als in den meisten tibeto-birmanischen Sprachen gibt es im Kham keine inklusiv/exklusiv-Unterscheidung in der 1. Person Dual und Plural.
(Inklusiv/exklusiv bezieht sich auf den Angesprochenen. Inklusiv schließt den Angesprochenen in das Geschehen ein: Wir gehen Eisessen, d. h. du kommst auch mit; exklusiv schließt den Angesprochenen aus: Wir gehen Eisessen, aber ohne dich).

#### Intransitive und transitive Verben
Es gibt zwei grundlegende Typen von Verben, die sich morphologisch unterscheiden.
Verben, die nur ein Argument (Mitspieler) besitzen, nennt man intransitiv (im Deutschen zum Beispiel Sie schläft./ Sie arbeitet./ Er lacht.). Dieses einzige Argument wird als S-Argument (Single- bzw. Sole-Argument) bezeichnet und kongruiert in Person und Numerus mit dem Verb. Die Kongruenz ist als Affix am Verb markiert.
1. und 2. Person werden als Präfixe, 3.Person wird als Suffix markiert (3.Person Singular wird nicht markiert).
INTRANSITIV
(24)
| ŋa: | zihm-da  | ŋa-ba-ke      |
| 1SG | Haus-ALL | 1SG-gehen-PFV |

„Ich ging zu dem Haus.“
(25)
| ni: | zihm-da  | nə-ba-ke      |
| 2SG | Haus-ALL | 2SG-gehen-PFV |

„Du gingst zu dem Haus.“
(26)
| no: | zihm-da  | ba-ke           |
| 3SG | Haus-ALL | gehen-PFV[-3SG] |

„Er ging zu dem Haus.“
(27)
| no-rə | zihm-da  | ba-ke-rə      |
| 3-PL  | Haus-ALL | gehen-PFV-3PL |

„Sie gingen zu dem Haus.“
Bei transitiven Verben, die zwei Argumente besitzen, kongruieren beide Argumente in Person und Numerus mit dem Verb. Diese Kongruenz ist ebenfalls durch Affixe markiert.
Die 1. und 2. Person des Subjekts werden als Präfixe, die 3.Person als Suffix markiert. Bei der Markierung des Objekts ist es genau umgekehrt, 1. und 2. Person werden als Suffixe und 3. Person als Präfix markiert (3.Person Singular wird nicht markiert).
TRANSITIVE SUBJEKTE
(28)
| ŋa: | zihm | ŋa-jəi-ke            |
| 1SG | Haus | 1SG[-3SG]-machen-PFV |

„Ich baute ein Haus.“
(29)
| nĩ: | zihm | nə-jəi-ke            |
| 2SG | Haus | 2SG-[3SG]-machen-PFV |

„Du hast ein Haus gebaut.“
(30)
| no-ra-e  | zihm | jəi-ke-rə            |
| 3-PL-ERG | Haus | [3SG]-machen-PFV-3PL |

„Sie bauten ein Haus.“
1.PERSON OBJEKT
(31)
| no-e    | ŋa-lai  | səres-na-ke-o        |
| 3SG-ERG | 1SG-OBJ | erkennen-1SG-PFV-3SG |

„Er erkannte mich.“
2.PERSON OBJEKT
(32)
| no-e    | nĩ:-lai | səres-ni-ke-o        |
| 3SG-ERG | 2SG-OBJ | erkennen-2SG-PFV-3SG |

„Er erkannte dich.“
3.PERSON OBJEKT
(33)
| no-e    | no-ra-lai  | ya-səres-ke-o        |
| 3SG-ERG | 3SG-PL-OBJ | 3PL-erkennen-PFV-3SG |

„Er erkannte uns.“

##### Intransitive Verben
Bezüglich der semantischen Rolle des S-Arguments unterscheidet Watters 3 Typen intransitiver Verben:
1. Patientive Verben
S-Argument = Patiens
(34)
| ri:h   | boh-ke               |
| Wasser | überlaufen-PFV[-3SG] |

„Wasser lief über.“
(35)
| syakəri | thĩ:-ke            |
| Fleisch | trocknen-PFV[-3SG] |

„Das Fleisch trocknete.“
Diese Verben bezeichnen Handlungen, die indirekt ausgeführt werden. Das heißt, dem S-Argument passiert die Handlung, es führt sie nicht selbst aus. Aus diesem Grund lässt sich mit patientiven Verben kein Imperativ bilden:
(36)
| *kha:nike "Verschluck dich!" |

| *ŋəhlnike "Schlaf ein!" |

Was die jeweilige Handlung verursacht, wird nicht ausgedrückt und spielt auch keine Rolle. Das kann man ändern, indem man patientive Verben kausativiert, d. h. einen Agens einführt (siehe unter Kausativ).
2.Agentive Verben
S-Argument = Agens
(37)
| o-za:    | syã:-ke            |
| 3SG-Kind | schlafen-PFV[-3SG] |

„Das Kind schläft.“
Handlungen, die diese Verben bezeichnen werden direkt von dem S-Argument ausgeführt.
Diese Verben lassen sich problemlos in den Imperativ setzen:
(38)
khasinke "Huste!"
syã:nike "Schlaf ein! / Geh schlafen!"
3. Meteorologische Verben
S-Argument
(39)
| nəm    | wa-ke      |
| Himmel | regnen-PFV |

„Es regnet.“ (wörtlich „Der Himmel regnet.“)
Diese Verben bezeichnen Wettererscheinungen und sonstige Phänomene in der Natur.

##### Ambitransitive Verben
Typ S = P
Es gibt eine kleine Klasse von Verben, die sowohl transitiv als auch intransitiv verwendet werden, ohne dass eine morphologische Veränderung stattfindet.
Diese Verben werden ambitransitiv genannt.
INTRANSITIV
(41)
| gəm  | gahgəri | pa:-ke      |
| Lehm | Gefäß   | brechen-PFV |

„Der Lehmtopf zerbrach.“ (spontan, einfach so)
TRANSITIV
(42)
| gəm  | gahgəri | pa:-ke-o        |
| Lehm | Gefäß   | brechen-PFV-3SG |

„Er zerbrach den Lehmtopf.“ (direkt bzw. mittels eines Instruments)

##### Verben mit Medium-Morphologie
Einige der agentiven und patientiven Verben besitzen ein Suffix -si, welches normalerweise anzeigt, dass die Valenz eines Verbs reduziert wurde. Allerdings gibt es für diese Verben keine Variante ohne Suffix, -si ist obligatorisch. Diese Verben werden als Deponentien bezeichnet und drücken oft Handlungen aus, die etwas mit (der Veränderung) der Körperhaltung zu tun haben (zum Beispiel hinsetzen, stellen, legen).
(43)
| cuh-si-ke      |
| sitzen-MID-PFV |

„Er setzte sich hin.“
(44)
| baza  | cõ:-ke                |
| Vogel | sich.niederlassen-PFV |

„Der Vogel ließ sich nieder.“ (Dieses Verb hat nur diese Bedeutung)
(45)
| *cuh-ke-o      |
| sitzen-PFV-3SG |

„Er setzte ihn hin.“

#### Ditransitive Verben
Ditransitive Verben haben drei Argumente. Es kongruieren aber nur zwei Argumente mit dem Verb, das Subjekt und das Dativ-Objekt. Das Dativ-Objekt ist das Ziel der Handlung und im Kham immer belebt.
(46)
| no-e    | ŋa-lai  | o-bənduk        | loi-na-ke-o        |
| 3SG-ERG | 1SG-OBJ | 3SG.POSS-Gewehr | leihen-1SG-PFV-3SG |

„Er lieh mir sein Gewehr.“
(47)
| no-e    | ŋa-lai  | ŋa-bənduk       | los-na-ke-o        |
| 3SG-ERG | 1SG-OBJ | 1SG.POSS-Gewehr | borgen-1SG-PFV-3SG |

„Er borgte sich mein Gewehr von mir.“
Das folgende (ungrammatische) Beispiel zeigt, dass es wirklich einen Unterschied zwischen transitiven und ditransitiven Verben gibt und dass man einer transitiven Konstruktion nicht einfach ein weiteres Argument hinzufügen kann. (Grammatische Variante dieses Beispiels, siehe Benefaktiv (66))
(48)
| *no-e   | ŋa-lai  | o-bənduk        | sətəĩ-na-ke-o      |
| 3SG-ERG | 1SG-OBJ | 3SG.POSS-Gewehr | zeigen-1SG-PFV-3SG |

„Er zeigte mir sein Gewehr.“

### Valenzverändernde Konstruktionen/Valenzalternation

#### Kausativ
Das Präfix sə- (mit den Allomorphen su-/so-, bedingt durch Vokalharmonie) erhöht die Valenz eines Verbs durch die Einführung eines neuen Arguments. Ein intransitives Verb wird transitiv und ist dementsprechend für beide Argumente markiert. Die ersten beiden Beispiele sind die kausativierten Varianten von (34) und (35).
(49)
| ri:h   | so-boh-ke-o                   |
| Wasser | [3SG-]CAUS-überlaufen-PFV-3SG |

„Er/Sie ließ das Wasser überlaufen.“
(50)
| syakəri | sə-thĩ:-ke-o                |
| Fleisch | [3SG-]CAUS-trocknen-PFV-3SG |

„Er/Sie trocknete das Fleisch.“
(51)
| o-za:-lai    | sə-ŋəhl-ke-o                   |
| 3SG-Kind-OBJ | [3SG-]CAUS-einschlafen-PFV-3SG |

„Er/Sie ließ das Kind einschlafen.“
Im Unterschied zu inhärent transitiven Verben wie zum Beispiel hainya "herausziehen" (52) wird die Handlung jedoch indirekt verursacht. D. h. das Agens tut etwas (oder tut etwas nicht) und verursacht dadurch eine Handlung an einem Objekt (51).
INHÄRENT TRANSITIV
(52)
| o-nəĩ-lai      | kuwa-ni     | hai-ke-o                   |
| 3SG-Freund-OBJ | Brunnen-ABL | [3SG-]herausziehen-PFV-3SG |

„Er zog den Freund aus dem Brunnen.“
PATIENTIV
(53)
| syakəri | ci-ke         |
| Fleisch | verderben-PFV |

„Das Fleisch verdirbt.“
KAUSATIVIERT
(54)
| sapi | ma-ja:h-də, | syakəri | sə-ci-ke-o             |
| Salz | NEG-put-NF  | Fleisch | CAUS-verderben-PFV-3SG |

„Weil sie vergaß das Fleisch zu salzen, wurde es schlecht.“
Auch das Wetter oder andere nicht-menschliche Umstände können Handlungen verursachen:
(55)
nəm nəi sə-zyũ:-h-də gohga su-pu-ke-o
"Es wurde kalt und dadurch ging das Korn ein."
(56)
bəĩhcalu hu-də bahrna sə-re:-ke-o
Ein Erdbeben zerstörte die Mauer.
Diese Kausativderivation funktioniert allerdings nur bei patientiven Verben:
AGENTIV
(57)
| *o-za:-lai   | sə-syã:-ke-o                |
| 3SG-Kind-OBJ | [3SG-]CAUS-schlafen-PFV-3SG |

„Er/Sie ließ das Kind schlafen.“
Bei der Kausativierung agentiver Verben gibt es auf semantischer Ebene zwei Agentes, nämlich eins, welches bei dem Kind das Schlafen verursacht und das Kind selbst, welches die Handlung des Schlafens ausführt. Das lässt sich im Kham nicht morphologisch ausdrücken, man verwendet stattdessen einen analytischen (oder periphrastischen) Kausativ.
Bei der analytischen Kausativierung wird der ursprüngliche Satz in einen neuen Satz mit dem Verb pərĩ:- "schicken" eingebettet. Die Valenz des Verbs wird hier nicht verändert.
(Ein Satz S1 kann im Kham in einen anderen Satz S2 eingebettet werden, indem das Verb des Satzes S1 in ein Nomen verwandelt wird.)
(58)
| o-za:-lai    | syã:-wo      | pərĩ:-ke-o       |
| 3SG-Kind-Obj | schlafen-NML | schicken-PFV-3SG |

„Er/Sie schickte das Kind ins Bett.“ (wörtlich „Er/Sie schickte das Kind zum Schlafen.“)
Eine Ausnahme bilden agentive Verben, die etwas mit lachen, tanzen, spielen zu tun haben. Diese Verben werden morphologisch kausativiert (also durch Präfigierung von sə-).
Das S-Argument des intransitiven Satzes, welches semantisch gesehen ein Agens ist, wird in der kausativierten Variante ein Patiens (sowohl semantisch als auch morphologisch).
INTRANSITIV
(59)
| baza  | buhr-ke           |
| Vogel | fliegen-PFV[-3SG] |

„Der Vogel fliegt.“
KAUSATIVIERT
(60)
| baza-rə  | ya-sə-buhr-ke-o          |
| Vogel-PL | 3PL-CAUS-fliegen-PFV-3SG |

„Er/Sie verscheuchte die Vögel.“ (wörtlich „Er/Sie brachte die Vögel zum Fliegen.“)
Einige agentive Verben können sowohl morphologisch als auch analytisch kausativiert werden:
(61)
| kətwalya | kih-ke          |
| Herold   | rufen-PFV[-3SG] |

„Der Herold ruft/macht eine Ankündigung.“
(62)
| kətwalya-lai | ŋa-sə-kih-ke             |
| Herold-OBJ   | [3SG-]1SG-CAUS-rufen-PFV |

„Ich rufe den Herold.“
(63)
| kətwalya-lai | kih-u     | ŋa-pərĩ:-ke            |
| Herold-OBJ   | rufen-NML | [3SG-]1SG-schicken-PFV |

„Ich ließ den Herold eine Ankündigung machen.“
Auch bei transitiven Verben kann die Valenz durch das Präfix sə- erhöht werden:
(64)
| no-e    | o-tathi:        | ka:h-lai | sə-lep-ke-o               |
| 3SG-ERG | 3SG.POSS-Teller | Hund-OBJ | [3SG-]CAUS-lecken-PFV-3SG |

„Er ließ den Hund seinen Teller ablecken.“

#### Applikativ

##### Benefaktiv
Mit dem Suffix yã:-, das aus dem Verb "geben" entstanden ist, kann man die Valenz transitiver Verben erhöhen. Aus transitiven Verben werden also ditransitive Verben.
(65)
| no-e    | ŋa-lai  | sətəĩ-na-ke-o      |
| 3SG-ERG | 1SG-OBJ | zeigen-1SG-PFV-3SG |

„Er stellte mich vor.“
(66)
| no-e | ŋa-lai  | o-bənduk        | sətəĩ-d-yã:-ke-o               |
| 3SG  | 1SG-Obj | 3SG.POSS-Gewehr | zeigen-NF-BEN.APPL.1SG-PFV-3SG |

„Er zeigte mir sein Gewehr.“
Etwas mit oder an den Dingen einer anderen Person zu tun bedeutet, es zu Gunsten der Person (= Benefaktiv) oder zu Ungunsten der Person (= Malefaktiv) zu tun und kann nur durch einen Applikativ ausgedrückt werden:
(67)
| no-e    | nə-ẽ:h        | ki:-d-ĩ:-ke-o                   |
| 3SG-ERG | 2SG.POSS-Feld | pflügen-NF-BEN.APPL.2SG-PFV-3SG |

„Er pflügte dein Feld für dich.“
(68)
| *no-e   | nə-ẽ:h        | ki:-ke-o              |
| 3SG-ERG | 2SG.POSS-Feld | [3SG-]pflügen-PFV-3SG |

„Er pflügte dein Feld.“

##### Lokativ-Alternation
Die beiden Verben chərəi "spritzen" und byal "füllen" sind transitiv, haben also jeweils ein A- und ein P-Argument. In der ersten Variante ((69) und (71)) ist das Thema das P-Argument und in der zweiten Variante ((70) und (72)) ist das Ziel der Handlung das P-Argument.
(69)
| ri:h   | nam-kə   | chərəi-ke-o            |
| Wasser | Boden-AT | [3SG-]spritzen-PFV-3SG |

„Er/Sie spritzte Wasser auf den Boden.“
(70)
| ri:h-ye    | nam   | chərəi-ke-o            |
| Wasser-INS | Boden | [3SG-]spritzen-PFV-3SG |

„Er/Sie bespritze den Boden mit Wasser.“
(71)
| gahgəri-lə | ri:h   | sə-byal-ke-o              |
| Krug-IN    | Wasser | [3SG-]CAUS-füllen-PFV-3SG |

„Er/Sie füllte Wasser in den Krug.“
(72)
| ri:h-ye    | gahgəri | sə-byal-ke-o              |
| Wasser-INS | Krug    | [3SG-]CAUS-füllen-PFV-3SG |

„Er/Sie befüllte den Krug mit Wasser.“

#### Detransitivierung
Im Kham gibt es ein Detransitivierungssuffix -si, welches aus transitiven Verben intransitive Verben macht.
Diese Derivation führt, abhängig von der semantischen Eigenschaft des Verbs, zu verschiedenen Interpretationen.
(a) Medium
(b) Reflexiv/Reziprok
(c) 1.Person Passiv.

##### Medium
Ein Agens führt eine Handlung an einem (oft) unbelebten Objekt aus, so dass es einen Nutzen für das Agens hat.
(73)
| o-ŋəih        | za-si-ke              |
| 3SG.POSS-Kopf | waschen-MID-PFV[-3SG] |

„Er wusch sich seine Haare.“ (wörtlich „Er wusch sich seinen Kopf.“)
(74)
| ŋa-cem         | ŋa-səi-si-ke       |
| 1SG.POSS-Haare | 1SG-kämmen-MID-PFV |

„Ich kämme mir meine Haare.“
(75)
| ŋa: | ram       | ŋa-bahl-si-ke     |
| 1SG | Show[ABS] | 1SG-sehen-MID-PFV |

„Ich sah mir die Show an.“
(76)
| ram  | bahl-si-ke          |
| Show | sehen-MID-PFV[-3SG] |

„Er sah sich die Show an.“

##### Reflexiv/Reziprok
Die Argumente einer Reflexivkonstruktion sind koreferent, d. h. beide Argumente beziehen sich auf dieselbe Person. Aus diesem Grund eignen sich für solche Konstruktionen nur Verben, deren Argumente beide belebt bzw. irgendwie zum Handeln fähig sind (zum Beispiel schlagen, sehen, rasieren). Verben, die sich zur Reflexivierung eignen, eignen sich normalerweise auch zur Reziprokbildung:
REFLEXIV Ich kann mich sehen.
REZIPROK Wir können uns (gegenseitig) sehen.
Aus diesem Grund ist der Numerus des Arguments für die Interpretation entscheidender als die Semantik des Verbs:
(77)
Argument im Singular → Reflexiv
| səih-si-ke           |
| töten-DETR-PFV[-3SG] |

„Er tötete sich (selbst).“
(78)
Argument im Plural → Reziprok (oder Reflexiv)
| səih-si-ke-rə      |
| töten-DETR-PFV-3PL |

„Sie töteten sich gegenseitig.“ oder „Sie töteten sich selbst“ (= jeder hat sich selbst getötet.)

##### 1.Person Passiv
(79)
| ri:h   | o-si-ke                |
| Wasser | trinken-DETR-PFV[-3SG] |

„Wasser wurde getrunken (von mir).“
Dieser Satz erlaubt keine Reflexiv- oder Reziprokinterpretation, weil Agens und Patiens nicht koreferent sein können.
| *"Das Wasser trank sich (gegenseitig)." |

Er erlaubt auch keine Mediuminterpretation (a), da diese wie gesehen mit 1SG-Pronomen auftauchen können (b).
(a)
| *"Er trank sich das Wasser" |

(b)
| *ŋa: | ri:h   | ŋa-o-si-ke          |
| 1SG  | Wasser | 1SG-trinken-MID-PFV |

| *"Ich trank mir das Wasser." |

Laut Watters kann es sich bei dem getilgten Argument hier nur um den Sprecher selbst handeln. Diese Konstruktion hat eine pragmatische Funktion, der Sprecher möchte sich ein wenig von der Handlung distanzieren.
Eine ähnliche Konstruktion findet sich im Nepali (Bandhu 1973). Ein detransitiviertes Verb ist zwar für 3SG flektiert, aber verstanden wird ein Agens der 1SG (auch im Nepali ist 3SG dadurch markiert, dass es keine overte Markierung gibt):
(80)
| həri-lai | kuT-i-io          |
| Hari-DAT | schlagen-PASS-PFV |

„Hari wurde geschlagen (von mir).“

#### Passiv
Passivierung funktioniert zum größten Teil durch Detransitivierung.
Detransitivierte Verben können verschieden interpretiert werden. Viele der transitiven Verben verlangen ein unbelebtes Element (als Objekt), in diesem Fall führt die Detransitivierung zu einem 1.Person-Passiv (siehe oben).
Im Kham gibt es nur einige wenige Verben, bei denen allein die Suffigierung von -si zu einer typischen Passivinterpretation führt:
(81)
| kədəm-nya "binden"     | → | kədəm-si-nya "gebunden werden"  |
| chil-nya "zertreten"   | → | chil-si-nya "zertreten werden"  |
| pi:h-nya "(ab)schaben" | → | pi:h-si-nya "abgeschabt werden" |

Meistens lässt erst eine Kombination von Detransitivierung und einem weiteren grammatischen Merkmal eine Passivinterpretation zu. (Im Folgenden nur zwei kurze Beispiele zur Illustration. Ausführlicher beschrieben ist dies in Watters 2002.)
(a) „unpersönliches“ Passiv
Detransitivierte Verben, die in einem perfektiven Kontext (eine Handlung ist abgeschlossen) als Reflexiv, Reziprok oder Medium interpretiert werden können, lassen in einem imperfektiven Kontext eine Passivinterpretation zu:
(82)
| a-lə    | cini   | dəi-si-i          |
| hier-in | Zucker | finden-DETR-IMPFV |

„Zucker ist hier erhältlich. / Man findet hier Zucker.“
(83)
| giddə | syakəri | ma-kəi-si-i          |
| Geier | Fleisch | NEG-essen-DETR-IMPFV |

„Geierfleisch ist ungenießbar. / Man isst kein Geierfleisch.“
(b) Passivierung von Reflexiv- und Mediumkonstruktionen
In bestimmten Kontexten können bereits detransitivierte Verben (mit Suffix -si) weiter detransitiviert werden, dazu wird ein weiteres si- suffigiert. Konstruktionen mit doppeltem -si können als 1. Person Passiv oder als unpersönliches Passiv interpretiert werden:
(84)
| gaola   | jəi-si-si-ke         |
| Schäfer | machen-DETR-DETR-PFV |

„Ich machte mich selbst zum Schäfer.“
(85)
| ao  | ma-ja-si-si-i             |
| das | NEG-tragen-MID-DETR-IMPFV |

„Das ist nicht tragbar.“ (im Sinne von: Diese Kleidung kann man nicht tragen.)

## Syntax

### Stellung der Satzglieder
Die Grundstellung der Satzglieder in Haupt- und Nebensätzen ist AVO, SO.